# Seznam poljskih arheologov
Seznam poljskih arheologov.

## A
- Tadeusz Andrzejewski

## B
- Piotr Ignacy Bieńkowski

## K
- Friedrich Kasiski
- Józef Kostrzewski
- Leon Kozłowski

## M
- Kazimierz Majewski (1903–1981)
- Kazimierz Michałowski

## S
- Tadeusz Sulimirski

## T
- Eustachy Tyszkiewicz

## W
- Tadeusz Wolanski